# Classe Serviola
La classe Serviola est une classe de patrouilleur de haute mer (hauturier) de la Marine espagnole, dotée d'une hélisurface et construite en Espagne sur le modèle de la classe Halcón (es).

## Description
Ils arrivent dans la marine en 1990 et remplacent les patrouilleurs de classe Lazaga.

## Histoire
Le Vigia fut employé durant la guerre du flétan.

## Dotation
| Identifiant | Nom            | Date de mise sur quille | Date d'entrée en service | Date de retrait du service | Indicatif d'appel | Image |
| ----------- | -------------- | ----------------------- | ------------------------ | -------------------------- | ----------------- | ----- |
| P-71        | Serviola       | 10 mai 1990             | 22 mars 1991             | En service                 |                   |       |
| P-72        | Centinela      | 30 octobre 1990         | 24 septembre 1991        | En service                 |                   |       |
| P-73        | Vigía          | 14 avril 1991           | 24 mars 1992             | En service                 |                   |       |
| P-74        | Atalaya (P-74) | 22 novembre 1991        | 29 juin 1992             | En service                 |                   |       |